# Лущица
Лущица (на сръбски: Луштица) е село в Черна гора, разположено в община Херцег Нови. Намира се на 268 метра надморска височина. Населението му според преброяването през 2011 г. е 311 души, от тях: 159 (51,12 %) сърби, 90 (28,93 %) черногорци, 7 (2,25 %) руснаци, 9 (2,89 %) не са определени, 36 (11,57 %) неизвестни.

## Население
Численост на населението според преброяванията през годините:
- 1948 – 673 души
- 1953 – 681 души
- 1961 – 649 души
- 1971 – 570 души
- 1981 – 452 души
- 1991 – 341 души
- 2003 – 338 души
- 2011 – 311 души